# 福克蘭戰爭期間英國海軍部隊
本條目介紹英國皇家海軍參加福克蘭群島戰爭的海軍部隊名單，通常在戰爭情況下稱為特遣艦隊。

## 英國皇家海軍

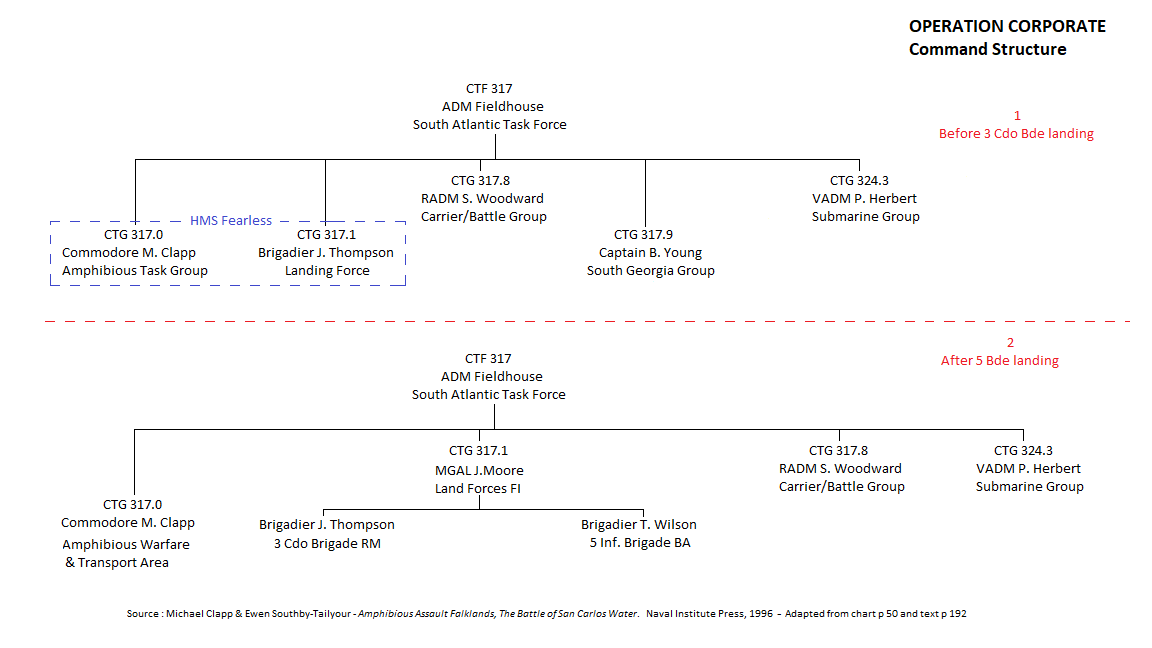
作戰指揮組織結構1982

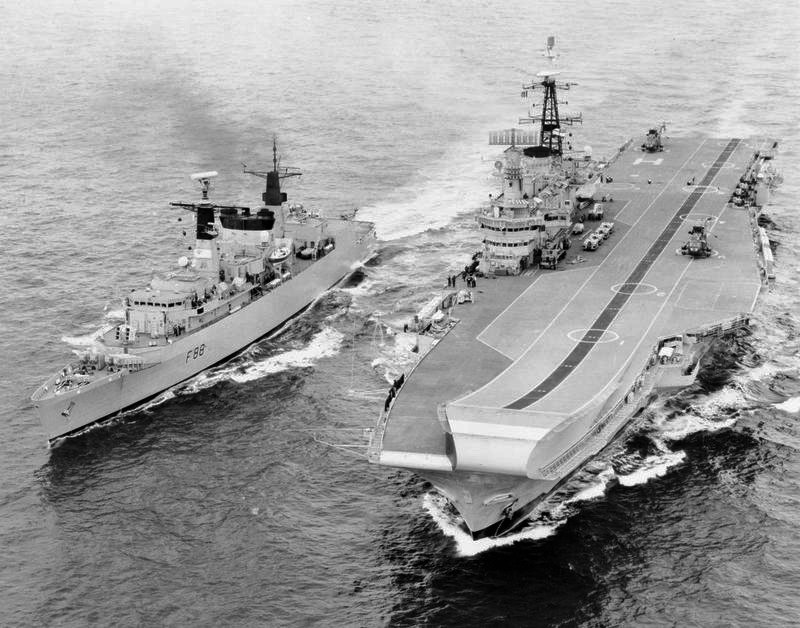
旗艦HMS競技神號與HMS闊劍號並列

司令部
在倫敦諾斯伍德:
- 特遣艦隊最高統帥: 約翰·費德豪斯海軍上將
- 特遣艦隊324.3司令暨潛艇旗艦司令: 彼得·赫伯特（英语：Peter Herbert (Royal Navy officer)）海軍中將

在南大西洋:
- 特遣艦隊317.8司令 (航空母艦戰鬥群)暨第1區艦隊旗艦司令: 桑迪·伍華德（英语：Sandy Woodward）少將 (旗艦HMS競技神號)
- 特遣艦隊317.0司令 (兩棲特遣艦隊)暨兩棲作戰分艦隊司令: 麥可·克拉普（英语：Michael Clapp）准將 (旗艦HMS無懼號（英语：HMS Fearless (L10)）)

半人馬級航空母艦 - 垂直（短距）起降型航空母艦
- HMS競技神號 -特遣艦隊317.8旗艦  (†3) 2名海獵鷹飛行員
  - 艦長: L.E.米德爾頓上校
  - 第800中隊 (12架海獵鷹戰鬥攻擊機，包括 7架從第899 中隊接收)
  - 第809中隊的一部分(4架海獵鷹從第899 中隊接收)
  - 皇家空軍第1中隊的分遣隊 (8架獵鷹GR.3)
  - 第825中隊 (4架海王反潛直升機HAS.2（英语：Westland Sea King）); 由第706 訓練中隊編成[3]
  - 第826中隊 (12架海王反潛直升機HAS.5)[3]
  - 第846中隊 (6架海王反潛直升機 HC.4)[3]

無敵級航空母艦

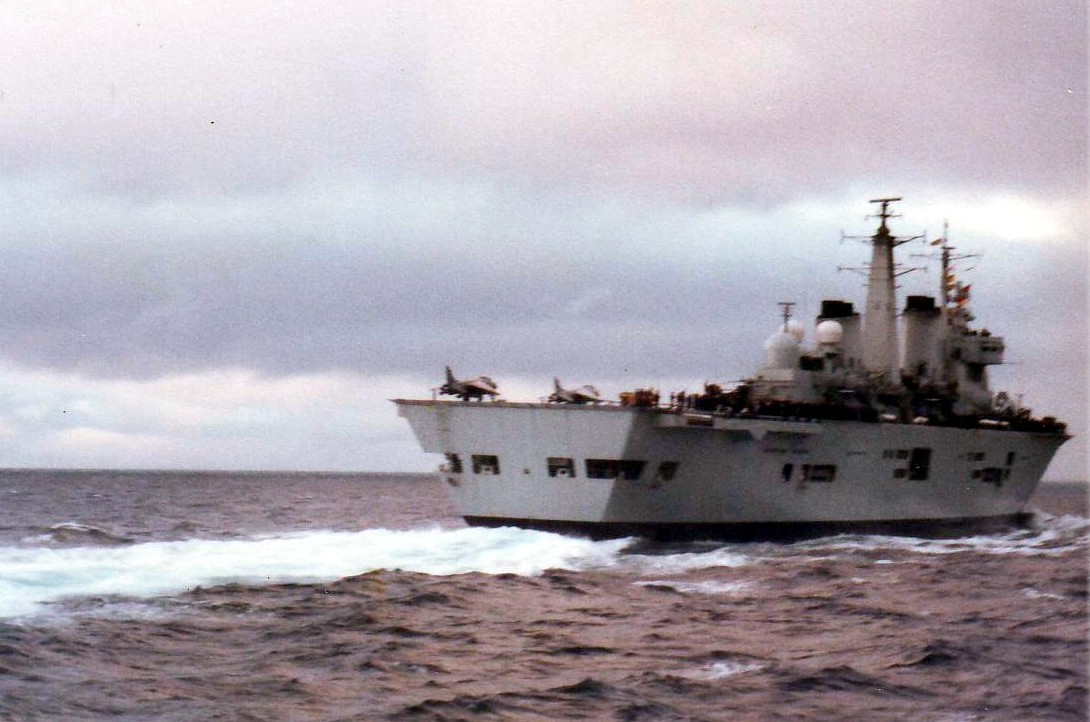
HMS 無敵號在南大西洋

- HMS 無敵號 (†3) 2名海獵鷹飛行員
  - 艦長: J.J. 布萊克（英语：Jeremy Black (Royal Navy officer)）上校
  - 第801中隊 (8架海獵鷹戰鬥攻擊機，包括 5架從第899中隊接收)
  - 第809中隊的一部分(4架海獵鷹接收自第801中隊)
  - 第820中隊 (10架海王反潛直升機HAS.5)[3]

船塢登陸艦
- HMS無懼號（英语：HMS Fearless (L10)） -特遣艦隊317.0旗艦(†6)
  - 艦長: E.S.J. 拉肯上校
  - 4艘 多用途登陸艇（英语：Landing Craft Utility） (狐步舞1號到4號), 100名士兵和一輛 主戰坦克. 狐步舞4號在Choiseul Sound被A-4天鷹式攻擊機轟炸並擊沉
  - 4艘皇家海軍陸戰隊登陸艇LCVP Mk2  (狐步舞5號到8號), 100名士兵和一輛Land Rover拖車.
  - 飛行甲板上4架海王反潛直升機HC.4 (未搭載)

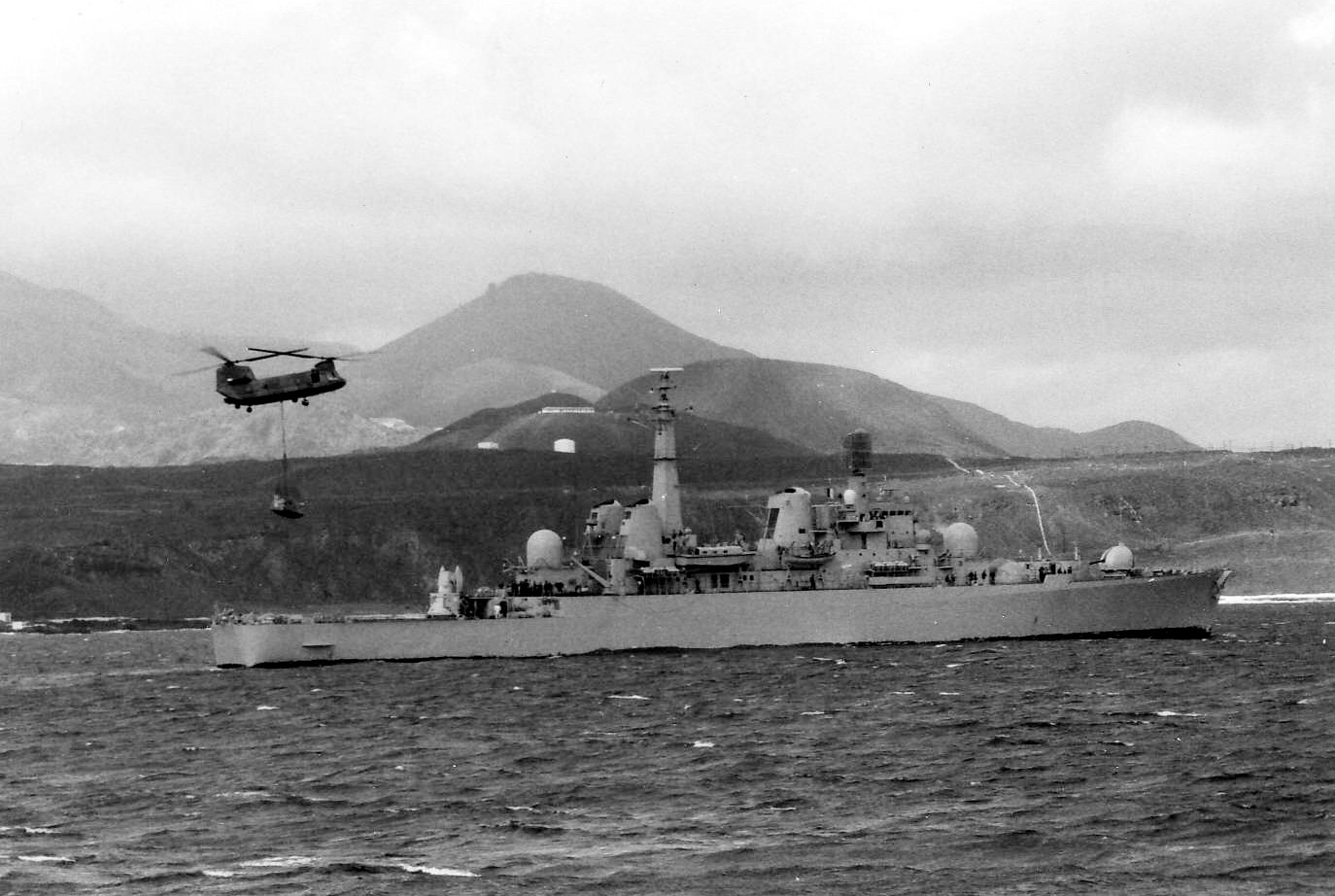
HMS 布里斯托號

- HMS無畏號（英语：HMS Intrepid (L11)）
  - 艦長: P.G.V. 丁格曼斯上校
  - 4艘多用途登陸艇LCU (探戈舞1號到4號)
  - 4艘皇家海軍陸戰隊登陸艇LCVP (探戈舞5號到8號)
  - 飛行甲板上4架海王反潛直升機HC.4 (未搭載)

82型驅逐艦
- HMS 布里斯托號（英语：HMS Bristol (D23)）
  - 艦長: 艾倫·格羅斯（英语：Alan Grose）上校

42型驅逐艦
- HMS錫菲號 -  5月4日被 超級軍旗攻擊機發射的飛魚反艦飛彈擊中，遭受致命的損害(†20)（5月10日沉沒）致命損傷
  - 艦長: J.F.T.G.薩爾特（英语：Sam Salt）上校
- HMS高雲地利號 - 5月25日被A-4B天鷹攻擊機擊中三枚炸彈後沉沒(†19+1) - 致命損傷
  - 艦長: 大衛·戴克（英语：David Hart Dyke）上校
- HMS格拉斯哥號（英语：HMS Glasgow (D88)） - 5 月 12 日被來自A-4B 天鷹攻擊機的一枚未爆炸的炸彈擊中，退出戰事 - "中度損傷"
  - 艦長: A.P. 霍迪諾特上校
- HMS卡迪夫號（英语：HMS Cardiff (D108)）
  - 艦長: M.G.T. 哈里斯上校
- HMS埃克塞特號（英语：HMS Exeter (D89)）
  - 艦長: H.M. 巴爾弗（英语：Hugh Balfour）上校

郡級驅逐艦
- HMS格拉摩根號（英语：HMS Glamorgan (D19)） - 6 月 11 日被飛魚反艦飛彈擊中(†14) - 重大損傷'’
  - 艦長: M.E. 巴羅上校
- HMS安特里姆號（英语：HMS Antrim (D18)） - 被匕首式戰鬥機（英语：IAI Nesher）的一枚未爆彈擊中 - 重大損傷
  - 艦長: B.G.楊格（英语：Brian Young (Royal Navy officer)）上校

22型巡防艦
- HMS優秀號（英语：HMS Brilliant (F90)） - 被匕首式戰鬥機（英语：IAI Nesher）的機關炮擊中 - 輕微損傷
  - 艦長: J.F. 考厄德上校
- HMS闊劍號（英语：HMS Broadsword (F88)） - 匕首式戰鬥機（英语：IAI Nesher）的機關炮擊中後, 再被來自A-4天鷹攻擊機的一枚炸彈擊中 - 中度損傷

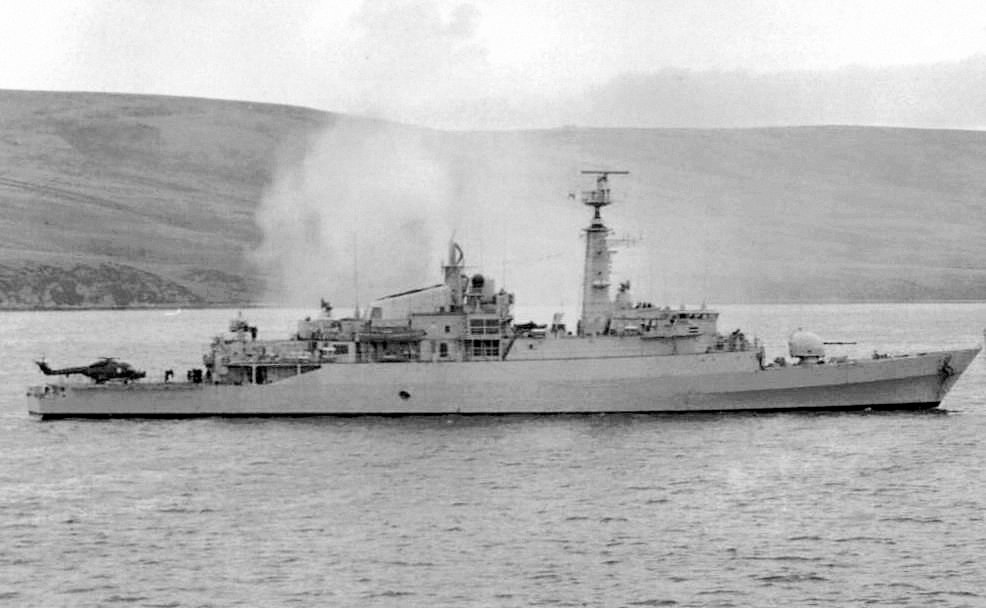
5月23日HMS羚羊號回到聖卡洛斯灣

  - 艦長: W.R. 坎寧上校

21型巡防艦
- HMS 積極號（英语：HMS Active (F171)）
  - 艦長: P.C.B. 坎特中校
- HMS輕快號（英语：HMS Alacrity (F174)） - 擊沉阿根廷運輸艦ARA Isla de los Estados號。輕快號的山貓直升機被武裝海岸商船ARA 蒙蘇寧號開火還擊。輕快號被炸彈輕微損毀。
  - 艦長: C.J.S. 克雷格中校
- HMS羚羊號（英语：HMS Antelope (F170)） - 5月24日沉沒，原因是嘗試拆除來自A-4天鷹攻擊機的一枚未爆彈失敗(†2) - 致命損傷
  - 艦長: N.J. 托賓中校
- HMS熱心號（英语：HMS Ardent (F184)） - 5月24日被匕首式戰鬥機和A-4天鷹攻擊機的炸彈擊中沉沒(†22) - 致命損傷
  - 艦長: A.W.J.韋斯（英语：Alan West, Baron West of Spithead）中校
- HMS埋伏號（英语：HMS Ambuscade (F172)）
  - 艦長: P.J. 摩西中校
- HMS復仇者號（英语：HMS Avenger (F185)）
  - 艦長: H.M. 懷特上校
- HMS箭號（英语：HMS Arrow (F173)） - 被匕首式戰鬥機（英语：IAI Nesher）的機關炮擊中 - 輕微損傷
  - 艦長: P.J. 布瑟史東中校

12I型巡防艦
- HMS仙女座號（英语：HMS Andromeda (F57)）
  - 艦長: J.L. 韋瑟爾（英语：James Weatherall）上校
- HMS阿爾戈號（英语：HMS Argonaut (F56)） - 被MB.339A的機關炮/火箭彈和A-4天鷹攻擊機的未爆彈擊中(†2) -  重大損傷[4]
  - 艦長: C.H. 萊曼上校
- HMS密涅瓦號（英语：HMS Minerva (F45)）
  - 艦長: S.H.G. 莊士敦中校
- HMS彭妮洛佩號（英语：HMS Penelope (F127)）
  - 艦長: P.V. 里卡德中校

12M型巡防艦
- HMS也茅夫號（英语：HMS Yarmouth (F101)）
  - 艦長: A.S. 莫頓（英语：Anthony Morton）中校
- HMS普利茅夫號（英语：HMS Plymouth (F126)） - 被匕首式戰鬥機的未爆彈擊中 - 重大損傷

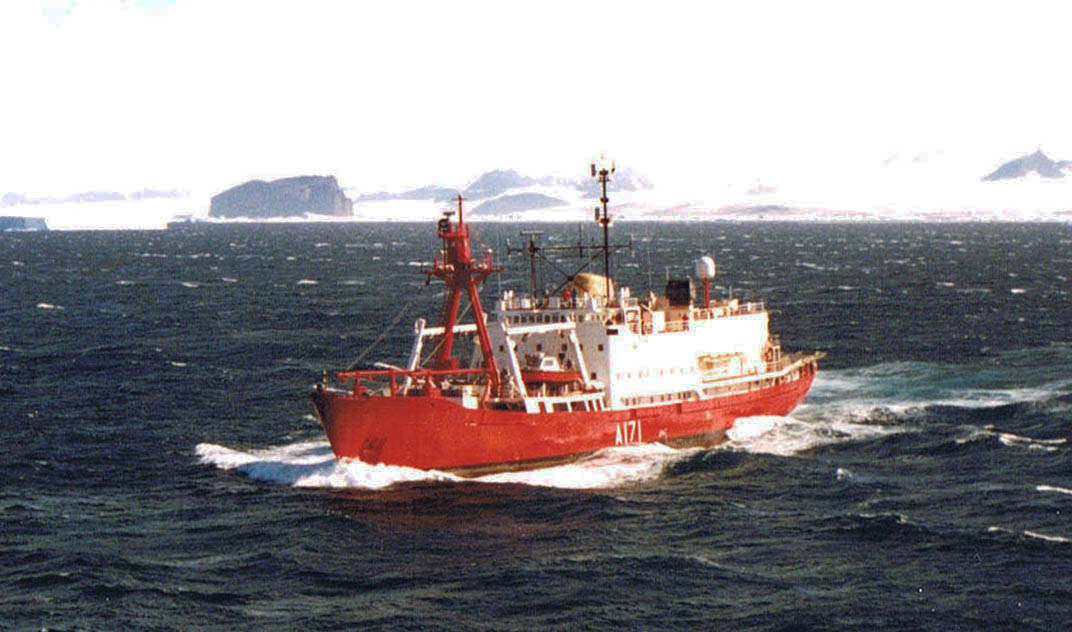
HMS 堅忍號

  - 艦長: D. 彭特雷夫上校

破冰船
- HMS堅忍號（英语：HMS Endurance (1967)）
  - 艦長: N.J. 巴克上校

城堡級巡邏艦
作為急報船，在特遣艦隊和亞森松島之間運送郵件。
- HMS列斯城堡號（英语：HMS Leeds Castle (P258)）
- HMS鄧巴頓城堡號（英语：HMS Dumbarton Castle (P265)）

邱吉爾級核子動力攻擊潛艇
- HMS征服者號（英语：HMS Conqueror (S48)） - 擊沉阿根廷的貝爾格拉諾將軍號
  - 艦長: C.L. 雷福德-布朗中校
- HMS勇敢號（英语：HMS Courageous (S50)）
  - 艦長: R.T.N. 貝斯中校

奧白龍級潛艇
- HMS 石華號（英语：HMS Onyx (S21)） - 擱淺 - "中度損傷"
  - 艦長: A. O. 莊遜海軍少校

英勇級核子動力攻擊潛艇
- HMS英勇號（英语：HMS Valiant (S102)） - 阿根廷戰鬥機從中止的任務折返在英勇號附近投棄炸彈 -  輕微損傷[5]
  - 艦長: T.M. Le Marchand中校

迅敏級核子動力攻擊潛艇
- HMS斯巴達號（英语：HMS Spartan (S105)）
  - 艦長: J.B. 泰勒中校
- HMS輝煌號（英语：HMS Splendid (S106)）
  - 艦長: R.C. 萊恩-科特（英语：Roger Lane-Nott）中校

赫克拉級測量船
2,744 t, 用作傷患渡輪（醫院船）
- HMS赫克拉號（英语：HMS Hecla (A133)）
  - 艦長: G.L. 霍普上校
- HMS傳令官號（英语：HMS Herald (H138)）
  - 艦長: R.I.C. 哈利迪中校
- HMS長蛇座號（英语：HMS Hydra (A144)）
  - 艦長: R.J. 甘寶中校

拖網漁船/掃雷艦 - 輔助掃雷艦 第11掃雷分艦隊

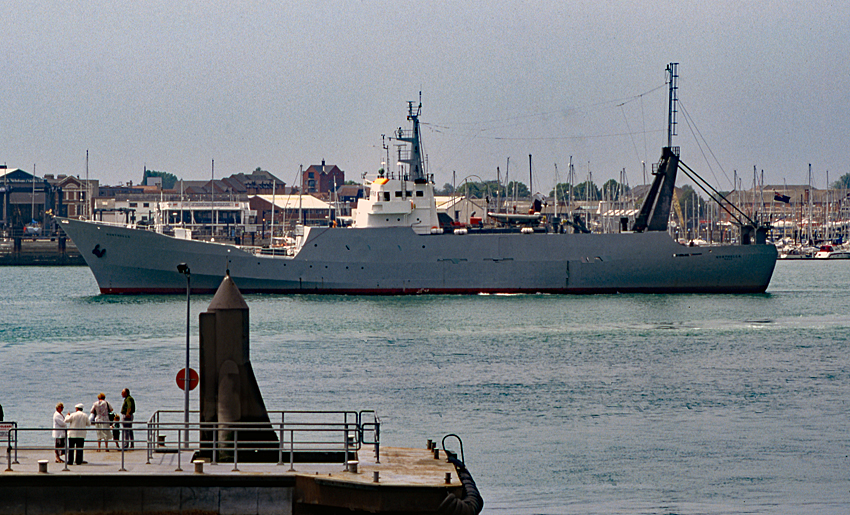
HMS諾瑟拉號由樸次茅夫海軍基地出港

民用拖網漁船改裝了超深海武裝掃雷作業的掃具，並配備一些臨時傳音和聲納設備。由皇家海軍人員操縱，主要來自總部設在羅塞斯的第1掃雷分艦隊。所有五艘掃雷艦都參與清理史坦利港外的兩個雷區。
- HMS科德拉（英语：HMS Cordella） 1,238 GRT[6]
  - 艦長: M. 賀樂威海軍少校
- 法內拉號（英语：RV Odyssey Explorer） 1,207 GRT[6]
  - 艦長: R. 畢曉普海軍上尉
- HMS朱拉號（英语：HMS Junella） 1,615 GRT[6]
  - 艦長: M. Rowledge海軍少校
- HMS諾瑟拉號（英语：HMS Northella） 1,238 GRT[6]
  - 艦長: J. 葛林諾普海軍少校
- HMS皮克特號（英语：HMS Pict） 1,478 GRT[6]
  - 艦長: D. 加伍德海軍少校

## 皇家海軍輔助艦隊
油船

後勤登陸艦

補給艦

直升機支援艦

## 商船
遠洋定期船
汽車渡輪
貨櫃船
貨船
油船
拖船/維修船/支援船

## 引用
1. ↑  . Naval History. 31 May 2013  [2021-06-17]. （原始内容存档于2021-06-24）.
2. ↑  約翰·費德豪斯. . Routledge. 2005. ISBN 0-7146-5207-5.
3. 1 2 3 4  Morison (June 1983) pp.119-124
4. ↑  .   [2021-06-17]. （原始内容存档于2008-02-29）.
5. ↑  West, Nigel (2010). Historical Dictionary of Naval Intelligence. Scarecrow Press, pp. 63-64. ISBN 0-8108-6760-5
6. 1 2 3 4 5  Baker (June 1983) pp.111-118

## 來源
- Baker, A.D.III. . United States Naval Institute Proceedings. June 1983.
- Clapp, Michael; Southby-Tailyour, Ewen. . Leo Cooper. 1996. ISBN 0-85052-420-2.
- Hastings, Max; Jenkins, Simon. . Michael Joseph Ltd. 1983. ISBN 0-7181-2228-3.
- Morison, Samuel L. . United States Naval Institute Proceedings. June 1983.
- Puddefoot, Geoff. . Chatham Publishing. 2007. ISBN 978-1-86176-314-3.
- Trotter, Neville. . United States Naval Institute Proceedings. June 1983.
- Villar, Roger. . Naval Institute Press. 1984. ISBN 0-87021-845-X.